# CherryVata
CherryVata — белорусская музыкальная группа. Сочетает в своих произведениях мелодичность и ритмику, живые инструменты и компьютерное звучание. Их сравнивают с Morcheeba и Massive Attack, Groove Armada и Sneaker Pimps.
Выступает на электронных вечеринках, международных джазовых фестивалях («Коктебель Джаз», Украина) и массовых концертах для широкой публики («Все на velcom»). Группа отметилась на фестивалях «Джаз Коктебель — 2008, 2009, 2010», «Кубок Лева — 2007» (Львов), «Ещё лето — 2006 и 2007» (Брест), «Be2gether» 2010 (вместе с Русей) (Литва).
Коллектив успел выступить на одних сценах с такими музыкантами, как: Jimi Tenor, Camouflage, Hybrid, Banco de Gaia, Технология, Бумбокс, Dreamlin, MoRandi, Andre Karp, Lюk, Tokio, Би-2, Mamanet, 4.А. Й. К. А. и др.
Они же записали музыкальное сопровождение для спектакля «Женитьба Бальзаминова» в постановке Могилёвского драматического театра.
Выпустили ремиксы на ФлайZZa (Украина), J:Морс, Без билета, Атморави и др.
Два их трека вошли в саундтрек к фильму «Жестокость» с Ренатой Литвиновой, режиссёр: Марина Любакова.

## Дискография
- «Intro Jagody», макси-сингл, Gismo Lab records, 2004
- «Natural Selection Volume One», «Natural Selection Volume Three», компиляции, Shum records, 2004,2005
- «Где!?», альбом, West Records, 2006
- Various Artists «Dub Around volume two», компиляция, Shum records, 2006
- Альбом ремиксов «Город в квадрате» (West Records, 2008) (в записи принимали участие такие известные исполнители, как «J:морс», «Без Билета» и Атморави)
- «ViaVanilla», альбом, GO-Records[бел.]/Ezhevika, 2009[4]
- «Infinity», vbyb-альбом, Ezhevika, 2016[5]
- «Daybreak», альбом, 2017[6]